# Alfredo Griffin
Alfredo Claudino Griffin (Santo Domingo, 6 ottobre 1957) è un ex giocatore di baseball e allenatore di baseball dominicano.
Giocò nella Major League Baseball nel ruolo di interbase, dal 1976 al 1993.
Ha vinto numerosi premi, tra cui il Rookie of the Year dell'American League nel 1984 e il guanto d'oro nell'American League nel 1985. Ha partecipato all'All-Star Game nel 1984.

## Carriera
Griffin firmò come free agent il 22 agosto 1973 con i Cleveland Indians.
Giocò la sua partita d'esordio nella MLB il 4 settembre 1976, al Cleveland Stadium di Cleveland contro i Boston Red Sox.
Il 5 dicembre 1978, Griffin venne scambiato assieme a Phil Lansford con i Toronto Blue Jays per Víctor Cruz. Dopo tre stagioni con gli Oakland Athletics (1985-1987) e altrettante con i Los Angeles Dodgers, il 19 marzo 1992 tornò con la squadra canadese, diventando campione delle World Series 1992. Griffin disputò la sua ultima partita nella MLB il 23 ottobre 1993, nella sesta e ultima partita delle world series di quell'anno.

## Carriera da allenatore

### MLB
Dopo il ritiro come giocatore, diventò allenatore. Il suo primo incarico da tecnico in MLB fu come coach di prima base dei Toronto Blue Jays nel 1996-1997. Dal 1999 ricopre lo stesso ruolo nello staff dei Los Angeles Angels, vincitori delle World Series 2002.

### Nazionale
Griffin è stato uno degli allenatori della nazionale dominicana nel World Baseball Classic 2009, 2013 e 2017.

## Palmarès

### Club
- World Series: 3

Los Angeles Dodgers: 1988
Toronto Blue Jays: 1992, 1993

### Individuale
- Rookie dell'anno dell'American League - 1979
- MLB All-Star: 1

1984
- Guanto d'oro: 1

1985
- Giocatore del mese dell'American League: 1

settembre 1979